# Лижер Сити (Флорида)
Лижер Сити (енгл. Leisure City) насељено је место без административног статуса у америчкој савезној држави Флорида.

## Демографија
По попису из 2010. године број становника је 22.655, што је 503 (2,3%) становника више него 2000. године.
| Група             | 2000.          | 2010.          |
| Белци             | 3.356 (15,1%)  | 1.809 (8,0%)   |
| Афроамериканци    | 3.987 (18,0%)  | 3.962 (17,5%)  |
| Азијати           | 186 (0,8%)     | 203 (0,9%)     |
| Хиспаноамериканци | 14.465 (65,3%) | 16.978 (74,9%) |
| Укупно            | 22.152         | 22.655         |